# Zure kers
De zure kers (Prunus cerasus) is een plant uit de rozenfamilie (Rosaceae). In Vlaanderen en Zuid-Nederland (dat wil zeggen ten zuiden van de grote rivieren) wordt de zure kers kriek genoemd, in de rest van Nederland morel.
De zure kers is een lage boom of struik die van nature niet in België en Nederland voorkomt, maar oorspronkelijk afkomstig is uit Zuidoost-Europa en West-Azië. De boom wordt hier tot ongeveer zes meter hoog.

## Gebruik
De soort wordt wel als sierboom (kersenbloesem) aangeplant in tuinen, of als leverancier van de morellen.
Het is mogelijk van morellen een vruchtenwijn te maken. In Italië wordt door Vignamato naar een recept uit circa 800 een "dessertwijn" gemaakt, een combinatie van deze kers en wijn.
In het stroomgebied van de Zenne, en meestal in het Pajottenland, maakt men kriekenlambiek door zure kersen toe te voegen aan een spontanegistingsbier.

Zure kers
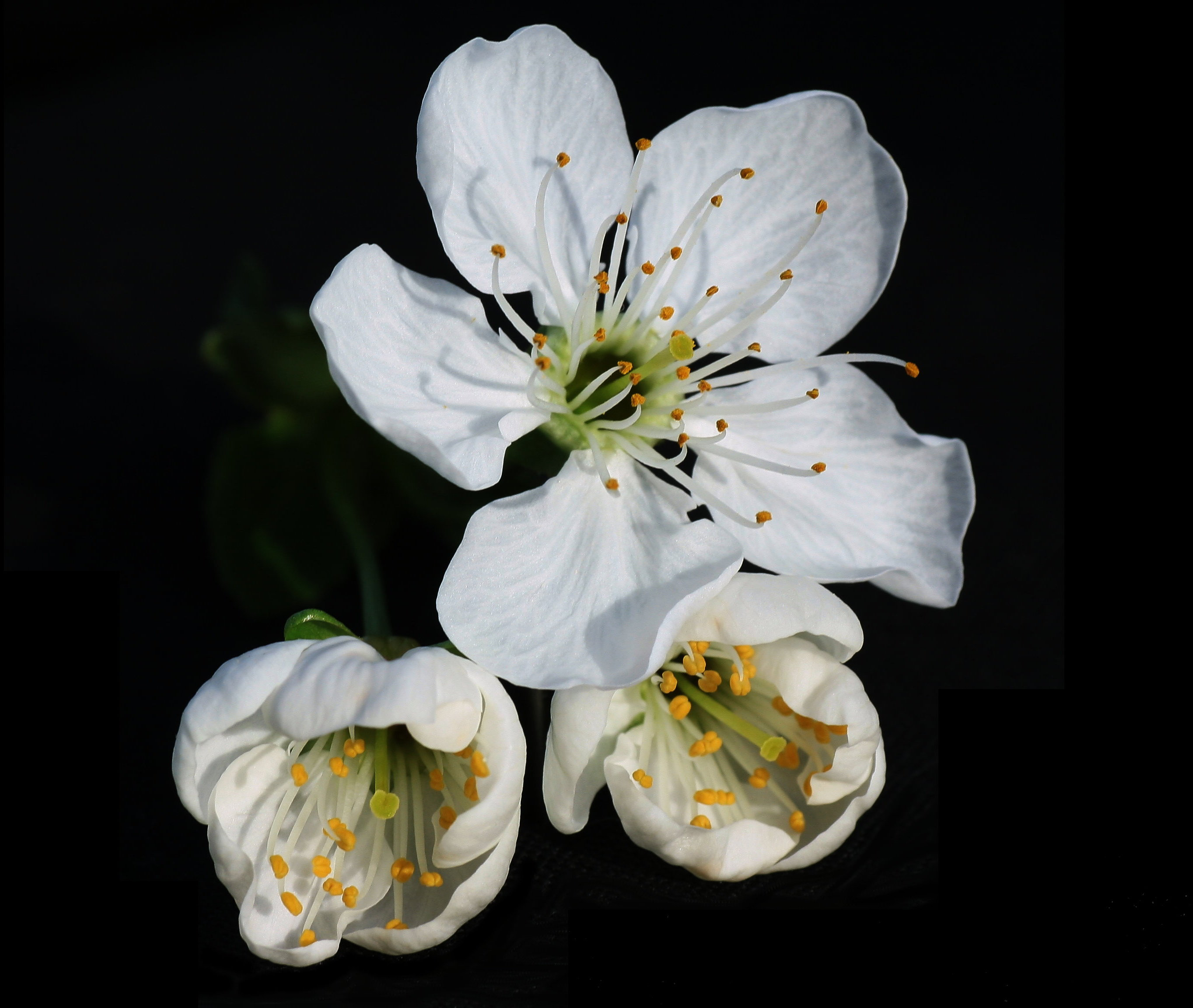
Bloesem
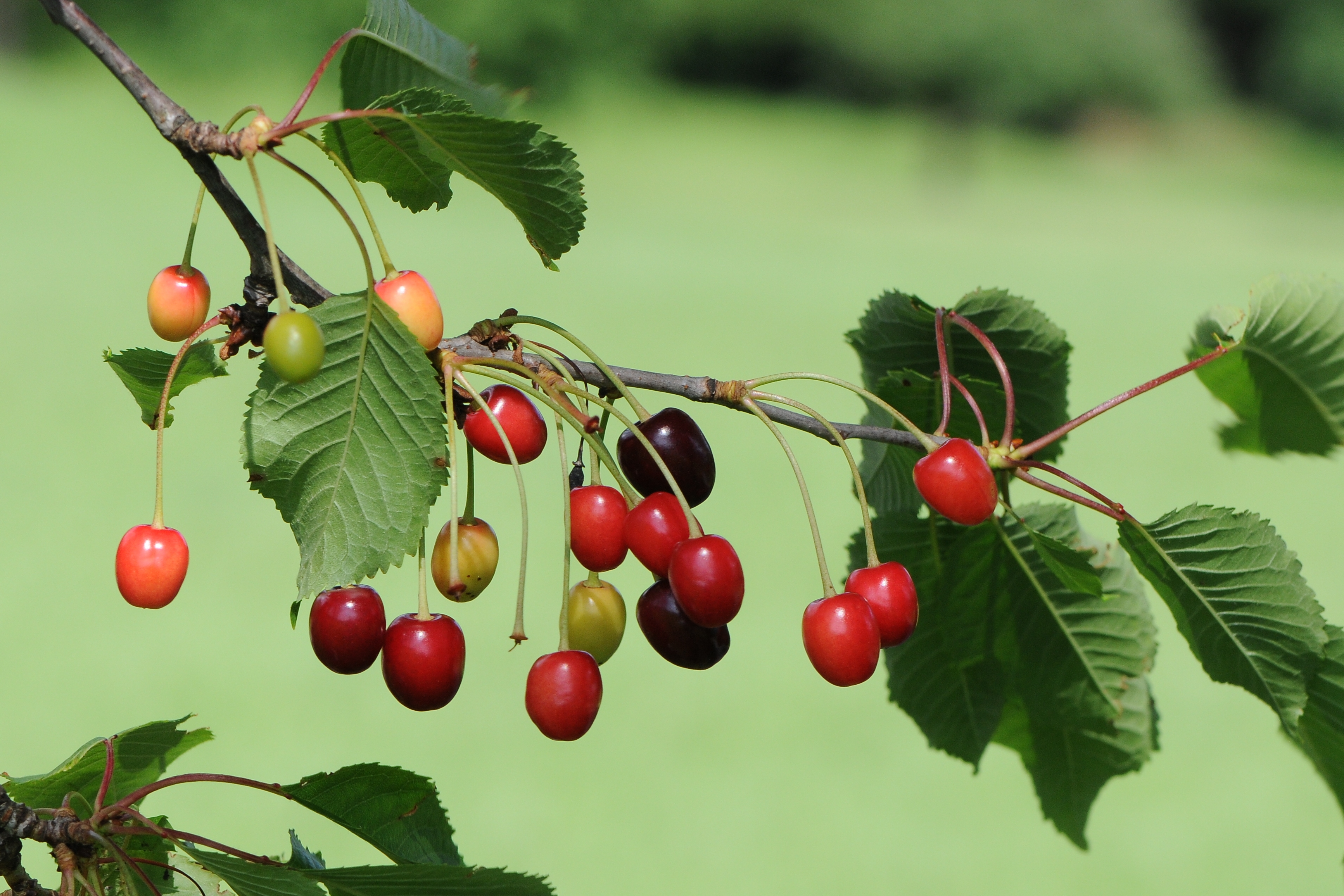
Vruchten
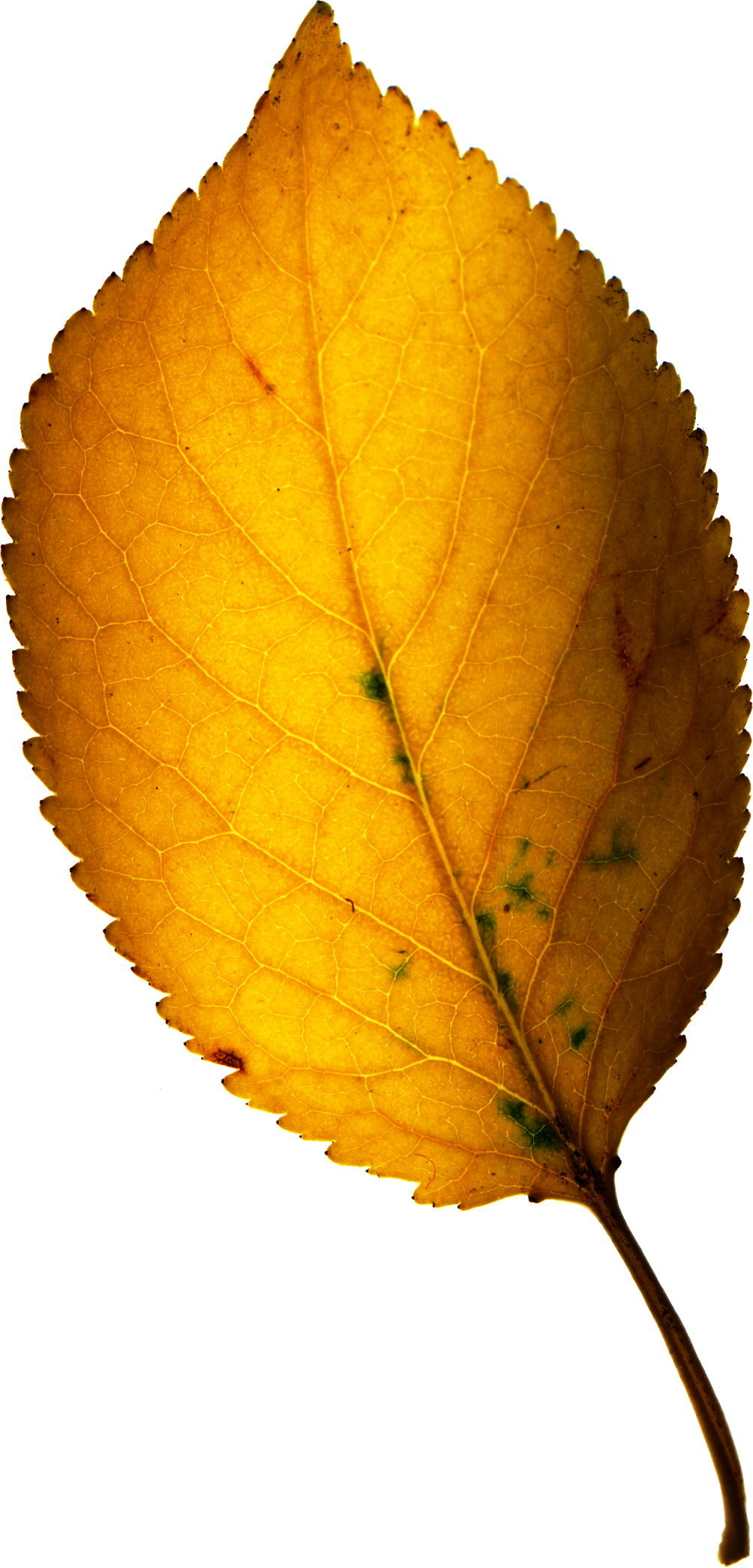
Herfstblad
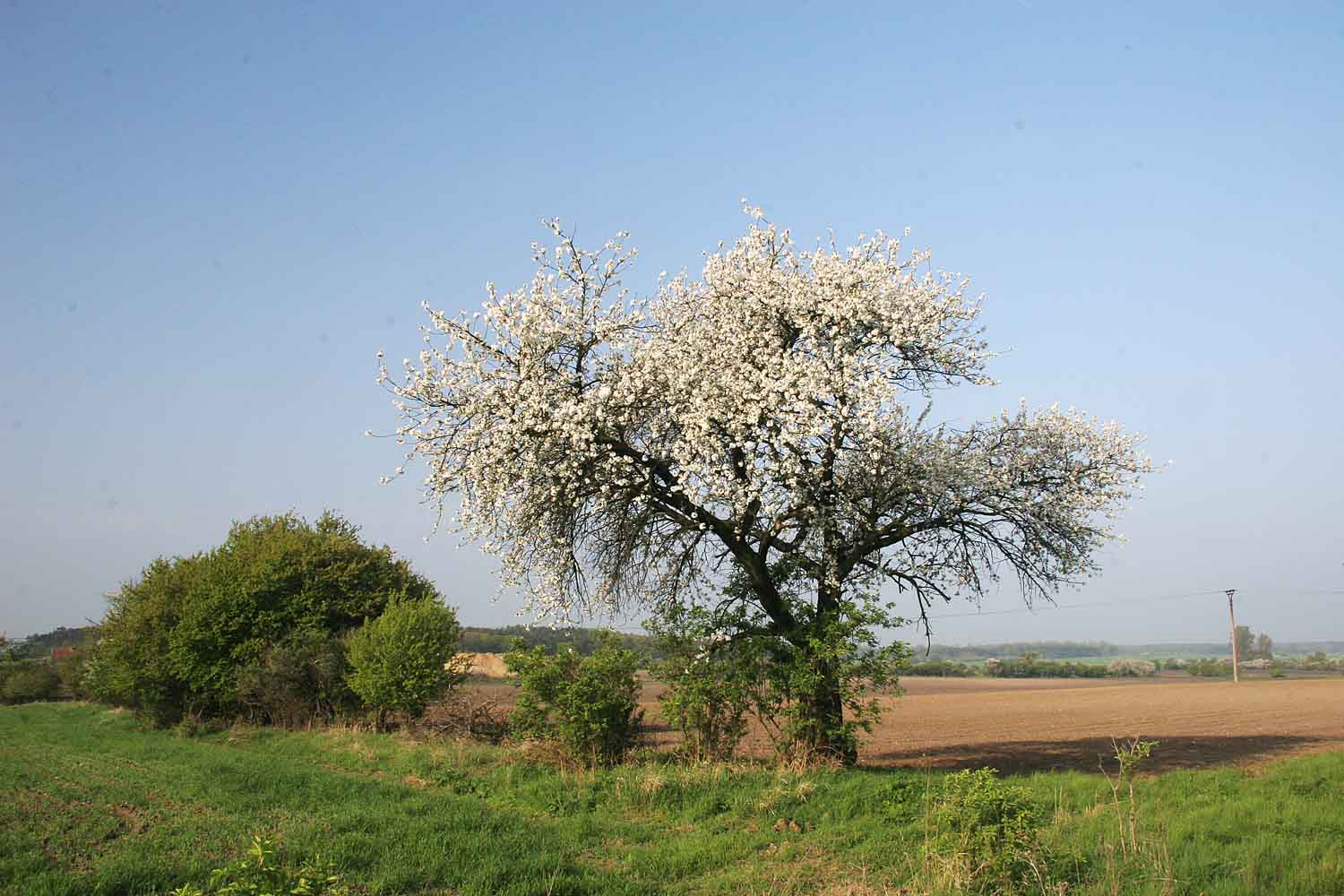
Boom in Tsjechië

Ook uit Italië komt de amarena-kers die de zure kers als basis heeft.